# 次方數
次方數，也称为累乘数、幂次数（英語：Perfect power），是指一正整数n可以表示為另一正整數的平方、立方或更高次方。n為次方數的條件是存在正整數m > 0及k > 1使得mk = n，此時n可以稱為完全k次方數，若k = 2或k = 3，n可以稱為平方數或立方數。由於針對任意正整數k，1k = 1均成立，因此有時也將1視為次方數。